# Носаль, Виктор Иванович
Виктор Иванович Носаль (24.11.1906 — 04.12.1963) — директор комбината «Североникель» (1945—1951), лауреат Сталинской премии (1950). Член ВКП(б) с 1939 г.
Родился 24.11.1906 в с. Крупы Красноставского уезда Люблинской губернии.
- март 1920 — май 1923 взятчик проб, ученик, помощник лаборанта в химической лаборатории Енакиевского металлургического завода
- август 1924 — апрель 1926 слесарь Сталинского металлургического завода (г. Сталино (Донецк)).
- апрель 1926 — февраль 1930 хронометражист, старший хронометражист, исследователь (нормировщик) тарифно-нормировочного бюро Енакиевского металлургического завода.
- февраль — декабрь 1930 старший нормировщик металлургического завода «Серп и Молот» (Москва).

Окончил Московский институт стали имени И. В. Сталина, инженер-металлург (1935).
С апреля 1935 г. на Челябинском ферросплавном заводе: начальник смены, заместитель начальника цеха, начальник цеха, начальник участка строительно-монтажных работ, с декабря 1938 г. начальник цеха угольных электродов.
В феврале 1940 — феврале 1943 г. директор Челябинского завода угольных электродов. В 1943—1945 гг. директор «Южуралникеля». В 1945—1951 гг. директор комбината «Североникель». Одновременно с декабря 1942 заместитель наркома, затем министра цветной металлургии СССР. В 1951 году переведён на должность начальника Главснаба Минцветмета СССР.
В Мончегорске с 1945. Одновременно выполнял обязанности заместителя министра цветной металлургии СССР.
С 1953 управляющий трестом «Печенганикельстрой». С 1957 г. 1-й заместитель председателя Мурманского совнархоза.
Лауреат Сталинской премии (1950) за организацию производства чистейшего никеля. Награждён орденами Ленина, Красной Звезды, Трудового Красного Знамени (25.07.1942), медалями.
Похоронен на Новодевичьем кладбище (6 участок).
Семья: жена Носаль Ольга Ивановна (1916—1990); дети: Носаль Евгения Викторовна (1936-2002); Носаль Татьяна Викторовна (1938—2013); Носаль Олег Викторович (1944—2014).